# لوسي كامبل
لوسي كامبل (بالإنجليزية: Lucie Campbell)‏ هي ملحنة وكاتبة غنائية أمريكية، ولدت في 30 أبريل 1885 في داك هيل في الولايات المتحدة، وتوفيت في 3 يناير 1963.

## وصلات خارجية
- لوسي كامبل على موقع ميوزك برينز (الإنجليزية)